# Tabanus aurilineatus
Tabanus aurilineatus är en tvåvingeart som beskrevs av Schuurmans Stekhoven 1926. Tabanus aurilineatus ingår i släktet Tabanus och familjen bromsar. Inga underarter finns listade i Catalogue of Life.